# Вільконічкі (Великопольське воєводство)
Вільконічкі (пол. Wilkoniczki) — село в Польщі, у гміні Пемпово Гостинського повіту Великопольського воєводства.
У 1975-1998 роках село належало до Лешненського воєводства.